# Nová Sídla
Nová Sídla är en ort i Tjeckien.   Den ligger i regionen Pardubice, i den centrala delen av landet, 130 km öster om huvudstaden Prag. Nová Sídla ligger 314 meter över havet och antalet invånare är 232.
Terrängen runt Nová Sídla är huvudsakligen lite kuperad. Nová Sídla ligger nere i en dal. Runt Nová Sídla är det ganska tätbefolkat, med 100 invånare per kvadratkilometer. Närmaste större samhälle är Česká Třebová, 15,0 km öster om Nová Sídla. Trakten runt Nová Sídla består till största delen av jordbruksmark.